# قوش‌تپه (قرقیزستان)
قوش‌تپه (به لاتین: Kosh Debe) یک روستا در قرقیزستان است که در استان اوش واقع شده‌است.

معنی نام آن به معنی تپه دوگانه است.

## خصوصیات
کاش‌تپه  ۸۷۱ نفر جمعیت دارد و ۱٬۳۵۰ متر بالاتر از سطح دریا واقع شده‌است.